# Bauhinia monandra
Bauhinia monandra är en ärtväxtart som beskrevs av Wilhelm Sulpiz Kurz. Bauhinia monandra ingår i släktet Bauhinia och familjen ärtväxter. Inga underarter finns listade i Catalogue of Life.

## Bildgalleri

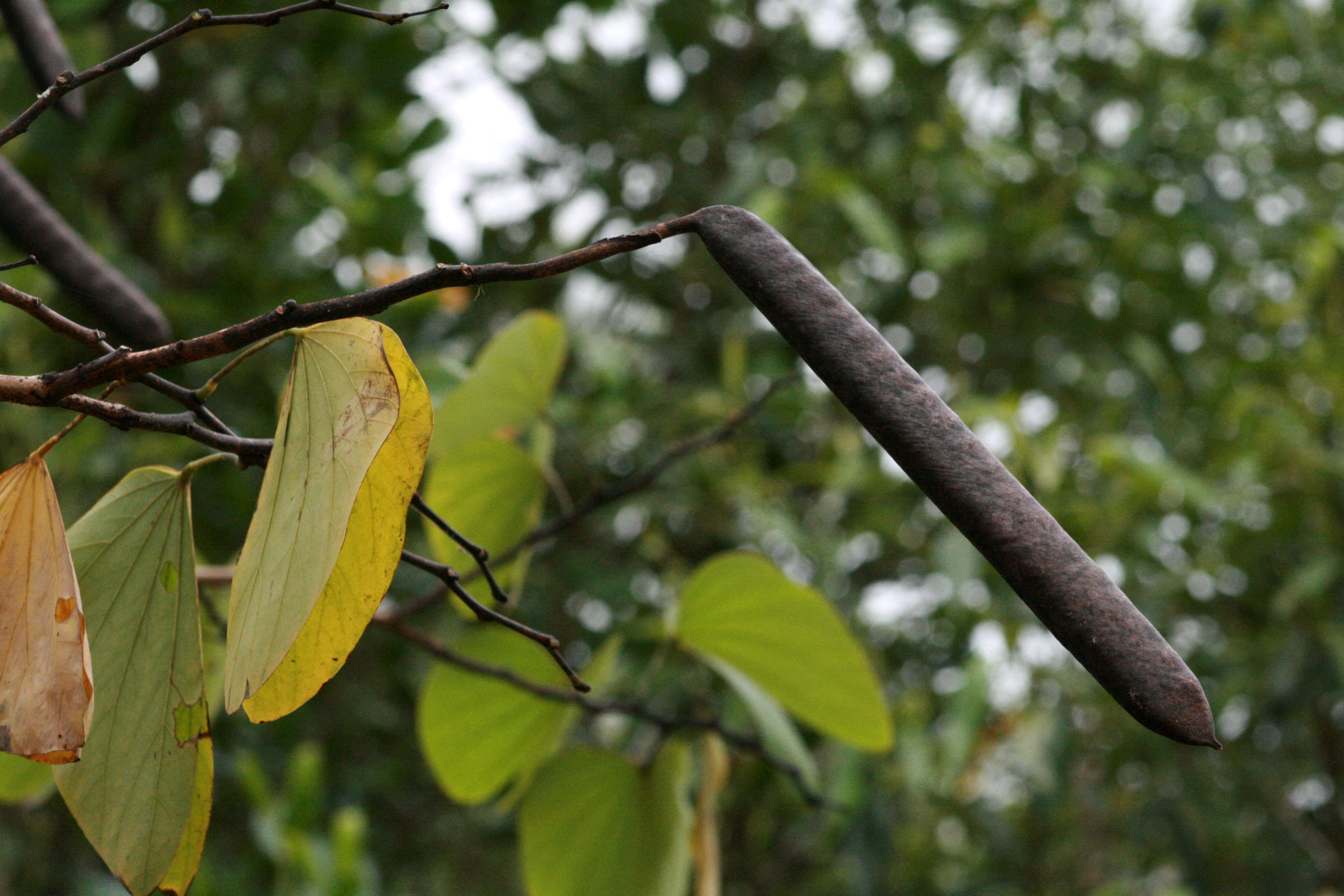
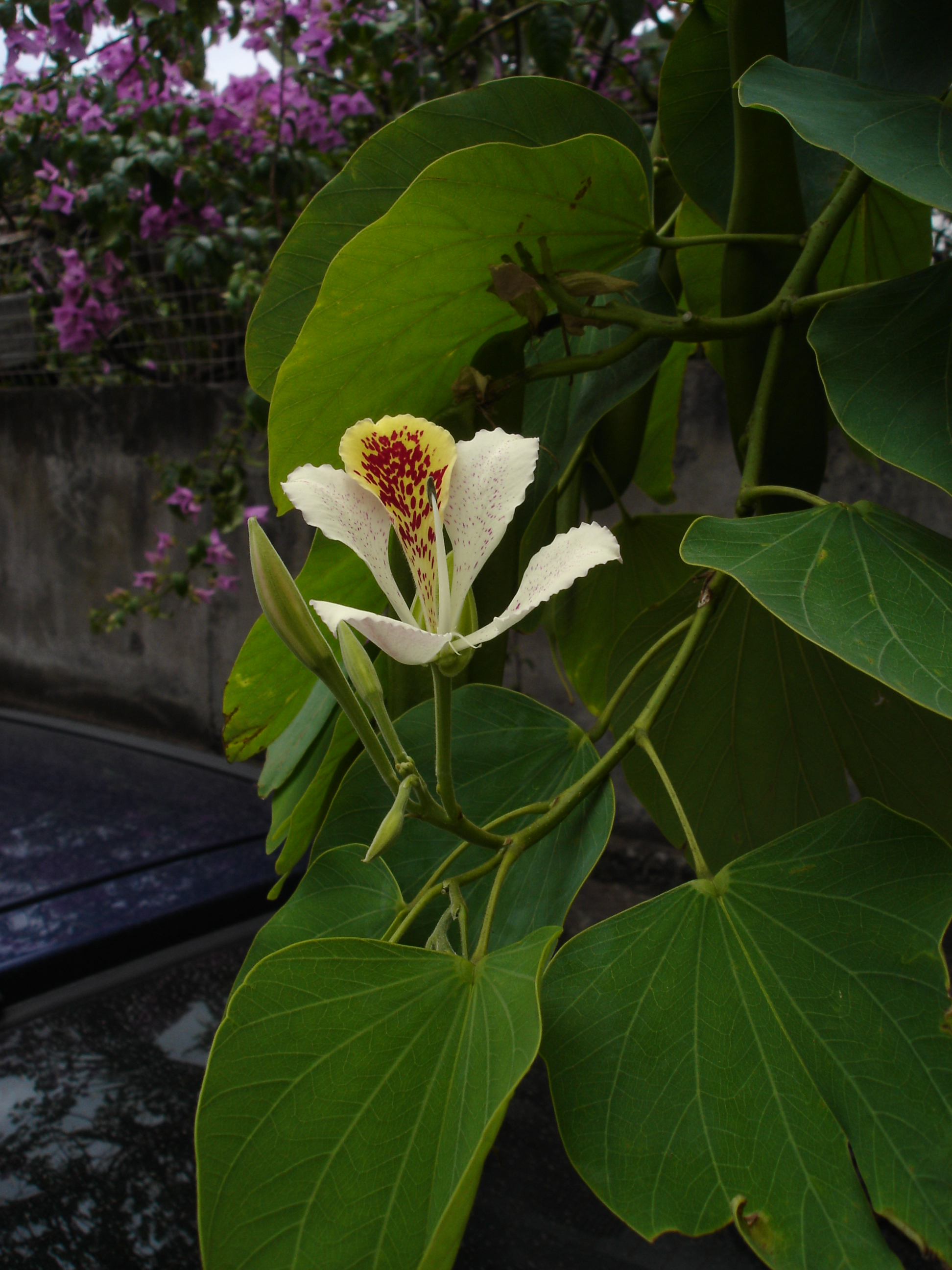
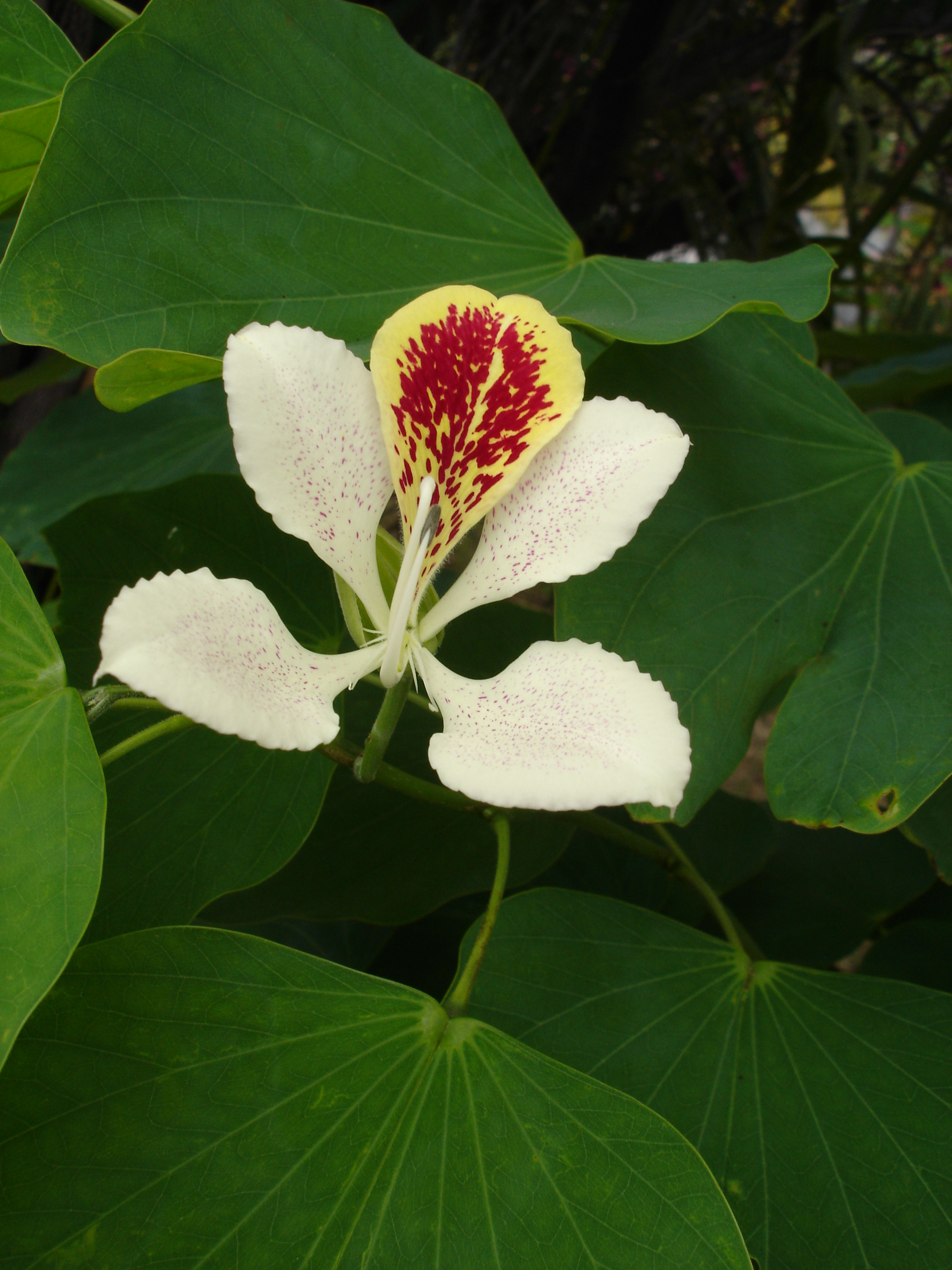
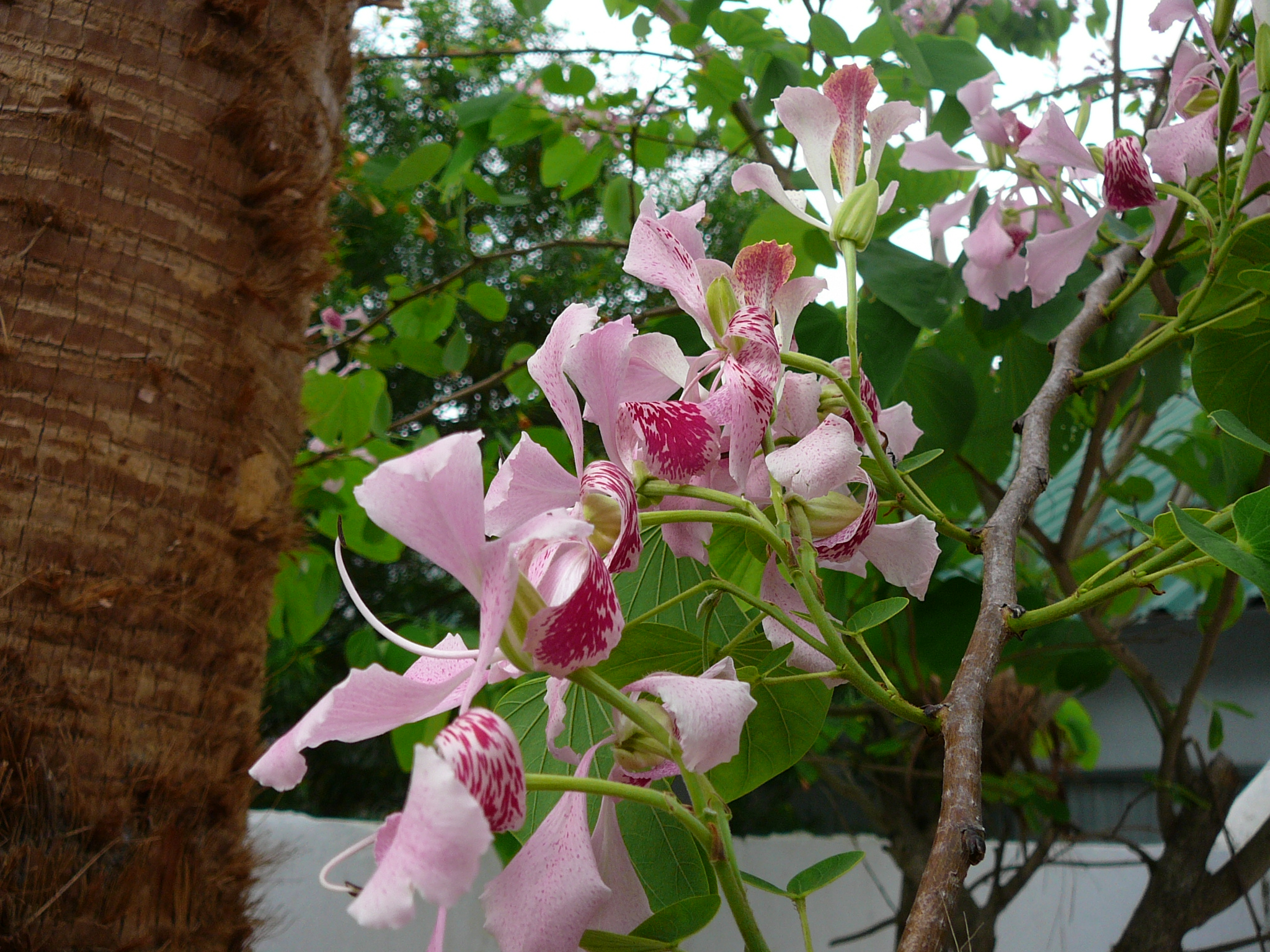
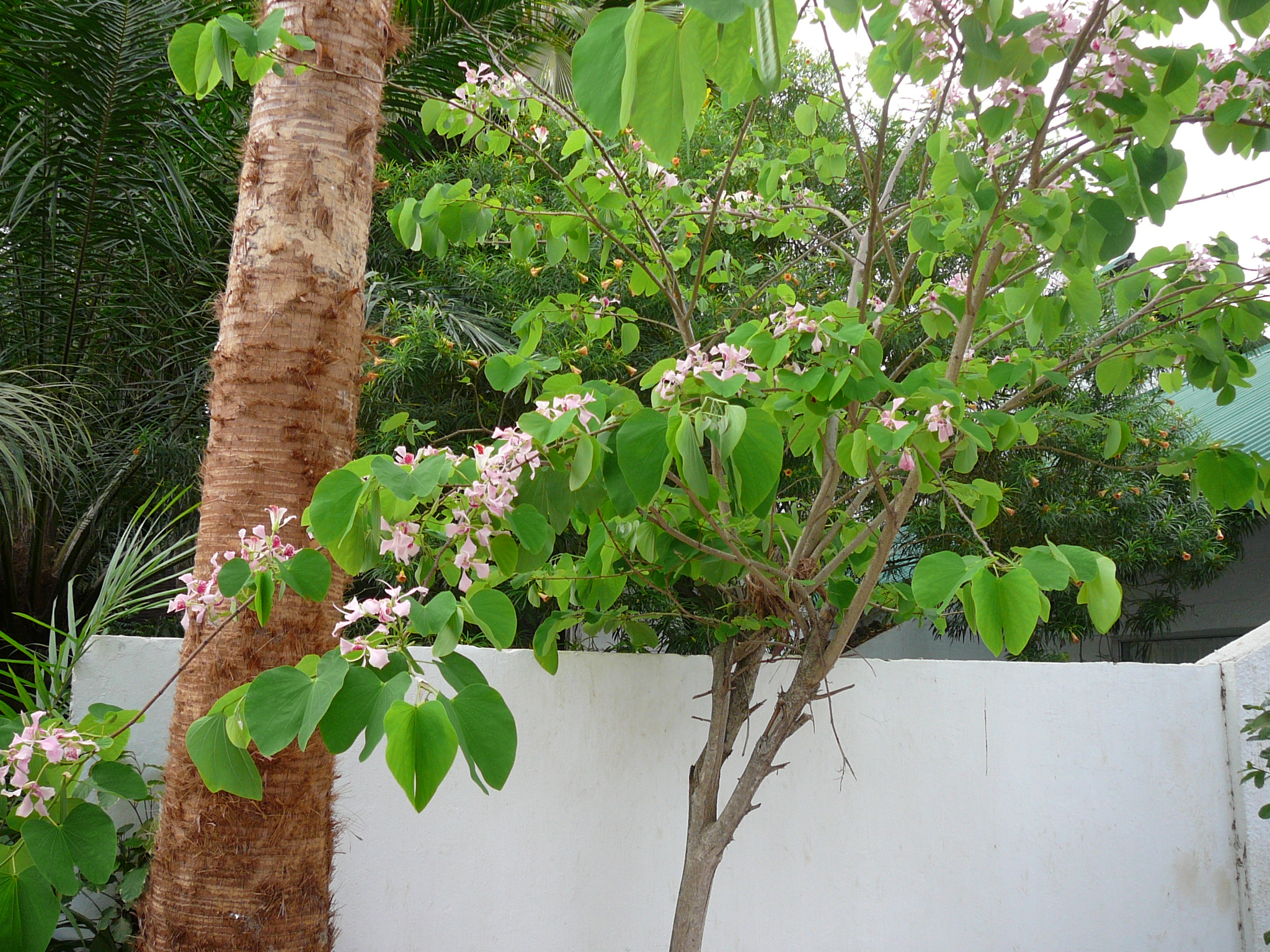
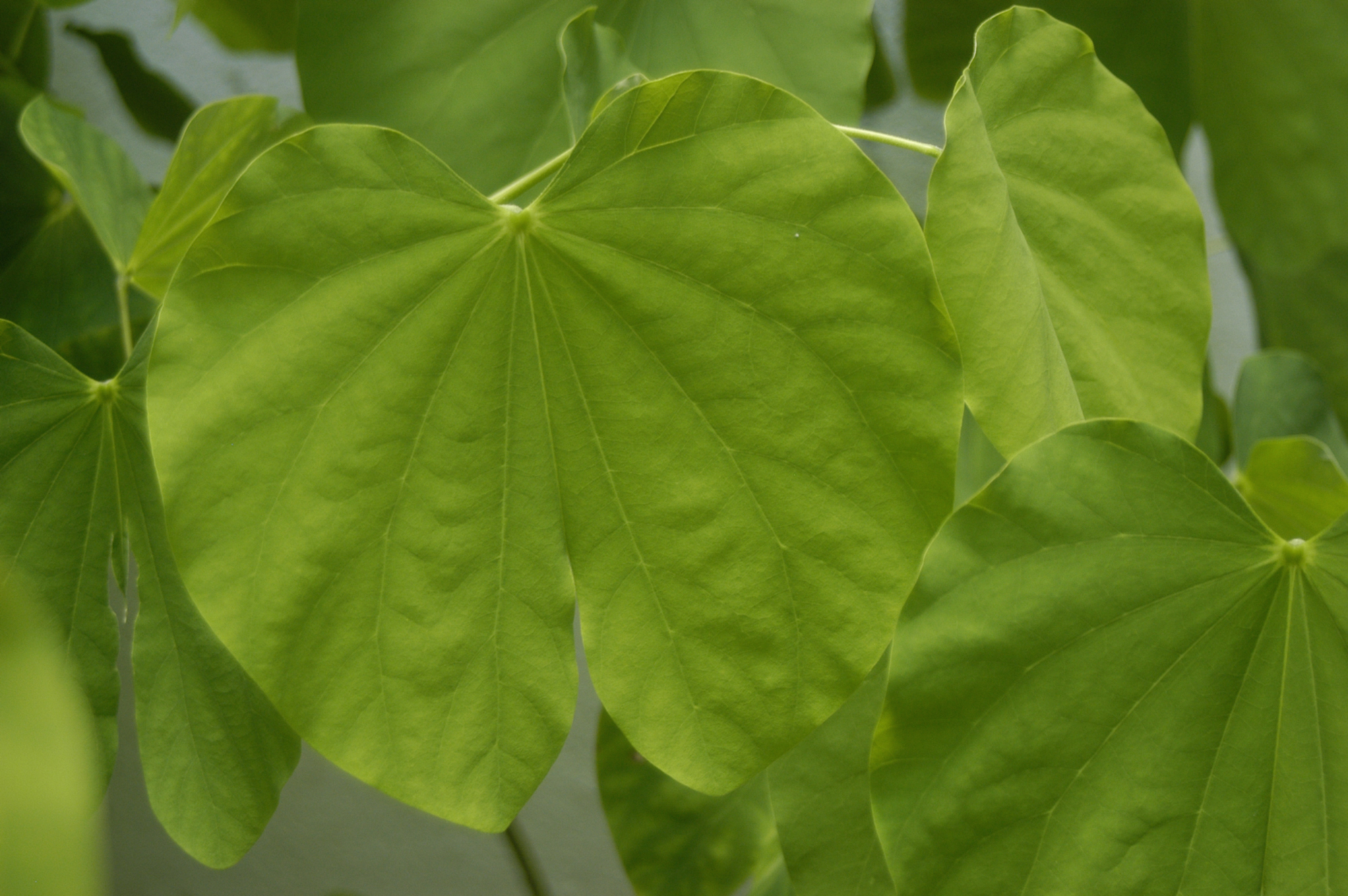